# Heidenheim (Bavière)
Pour les articles homonymes, voir Heidenheim.
Heidenheim est une commune de Bavière (Allemagne), située dans l'arrondissement de Weißenburg-Gunzenhausen, dans le district de Moyenne-Franconie.